# Elmar Theodor Mäder
Elmar Theodor Mäder (Niederuzwil, 28 luglio 1963) è un ufficiale svizzero, appartenente alla Guardia Svizzera.

## Biografia
Mäder nacque a Niederuzwil in Svizzera ma crebbe a Zuzwil nel Cantone San Gallo, quinto di cinque figli di Theo e Katharina Mäder.
Compì i propri studi alla Hochschule di San Gallo per poi passare all'Università di Friburgo dove si laureò prima di entrare nell'esercito svizzero ed ottenere il rango di Primo Luogotenente dell'aviazione elvetica. Entrato nella Guardia Svizzera Pontificia nel 1998, venne nominato comandante nel 2002 succedendo a Pius Segmüller.
Nel 2004 ha dichiarato che mai una donna entrerà a far parte della Guardia Svizzera, « almeno non sotto il mio comando », ha aggiunto.
Egli si trovò coinvolto direttamente nella difesa del pontefice quando, il 6 giugno 2007 si trovava a camminare presso la papamobile e un giovane di origini tedesche tentò di assaltare il veicolo. Mäder è sposato con Theresia Blöchliger e la coppia ha quattro figli.
Ha lasciato il proprio incarico a capo della Guardia Svizzera Pontificia nel 2008.

## Onorificenze

Bandiera del corpo con comandante Elmar Theodor Mäder sotto il pontificato di Giovanni Paolo II

Bandiera del corpo con comandante Elmar Theodor Mäder sotto il pontificato di Benedetto XVI